# ماري إيفانز (فنانة)
ماري إيفانز (بالإنجليزية: Mary Evans)‏ هي فنانة نيجيرية، ولدت في 23 فبراير 1963 في لاغوس في نيجيريا.